# Proteopharmacis melanosticta
Proteopharmacis melanosticta là một loài bướm đêm trong họ Geometridae.